# Château d'Hostel
Le château d'Hostel est un château situé à Belmont sur la commune de Belmont-Luthézieu dans le Valromey en France.

## Description
Composé d'une tour de bâtiments et de murailles, le château disposait d'un moulin à vent (en ruines) sur le domaine.

## Histoire
Le château qui date du XVIe siècle a été ensuite remanié plusieurs fois. Dans les années 1900, Paul Claudel y passe plusieurs séjours : en effet, Paul Claudel s'est marié en 1906 avec la fille du propriétaire Louis Sainte-Marie-Perrin.